# Coccoloba petrophila
Coccoloba petrophila là một loài thực vật có hoa trong họ Rau răm. Loài này được Brandegee mô tả khoa học đầu tiên năm 1924.